# 펠레 (신)

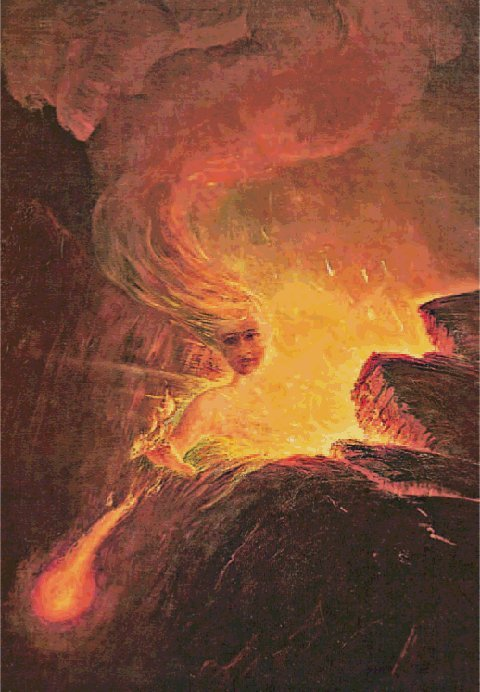
D. 하워드 히치콕의 펠레 (1929년경)

펠레(Pele)는 하와이의 화산과 불의 여신이다. 하와이 신화에서 잘 알려진 신으로, 고대 하와이에서부터 내려져 온 신화적 인물로 현재의 존재감과 문화적 영향력으로 유명하다.

## 같이 보기
- 하와이 화산 국립공원
- 불카누스